# 王令謙
王令謙（？—940年），五代十国后晋官员。
王令謙开始是安从进帐下牙校，历任数镇。天福五年（940年）安从进担任山南东道节度使，同平章事，镇守襄阳，暗蓄叛离之心，擅自截取楚国从湖南送往后晋朝廷的进贡物品，招纳亡命之徒，增加扩充兵众。王令谦时任都押牙，和押牙潘知麟劝阻安从进，安从进不听。安从进的儿子安弘超由宫苑副使到襄阳拜见父亲，请王令謙等赏山寺。喝完酒，临峭壁，派人把他推落，说他是酒醉坠崖而死。天福七年（942年）六月，朝廷得知其事，追赠他为忠州刺史，让高行周访查他的骨肉，加以安抚叙录。

## 注
1. ↑  《资治通鉴》卷二百八十二
2. ↑  《永乐大典》卷六千八百五十
3. ↑  《册府元龟》卷一百四十